# Rhynchothorax malaccensis
Rhynchothorax malaccensis is een zeespin uit de familie Rhynchothoracidae. De soort behoort tot het geslacht Rhynchothorax. Rhynchothorax malaccensis werd in 1968 voor het eerst wetenschappelijk beschreven door Stock. 